# Kostkowice (powiat zawierciański)
Kostkowice (dawniej Koskowicze ) – wieś w Polsce, położona w województwie śląskim, w powiecie zawierciańskim, w gminie Kroczyce.
W latach 1975–1998 wieś należała administracyjnie do województwa częstochowskiego.

## Położenie geograficzne
Wokół wsi góruje kompleks Skał Kroczyckich. Od jej północnej strony wznosi się wzgórze Słupsko, z interesującym grodziskiem typu skalnego, a po jej zachodniej stronie Jastrzębnik i Łysak, wraz z licznymi ostańcami.
Po północnej stronie Słupska na rzece Białce znajdują się trzy naturalne zbiorniki wodne oraz jeden sztuczny zbiornik o długości około 1000 m, zwany Zalewem Kostkowickim. Jest to atrakcyjne miejsce dla wędkarzy i osób szukających wypoczynku na łonie natury.

## Nazwa
Miejscowość ma metrykę średniowieczną i istniała już w XIV wieku. Wymieniona przed 1346 jako de Boskovicz, 1398 Cosscouicze, 1416 Kosskowicze, 1421 Koscowicze, 1424 Koskouicze, 1445 Coschcowicze, 1435 Coszcouicze, 1465 Coskowycze, 1470 Koszkowycze, 1502 Coskovicze, 1513 Skoszkouicze, 1529 Kozkowicze, Kosshowicze, 1564 Kostrowicze .

## Integralne części wsi
| SIMC    | Nazwa  | Rodzaj    |
| ------- | ------ | --------- |
| 0136490 | Kuźnia | część wsi |

## Zabytki
- grodzisko wczesnośredniowieczne na Słupsku

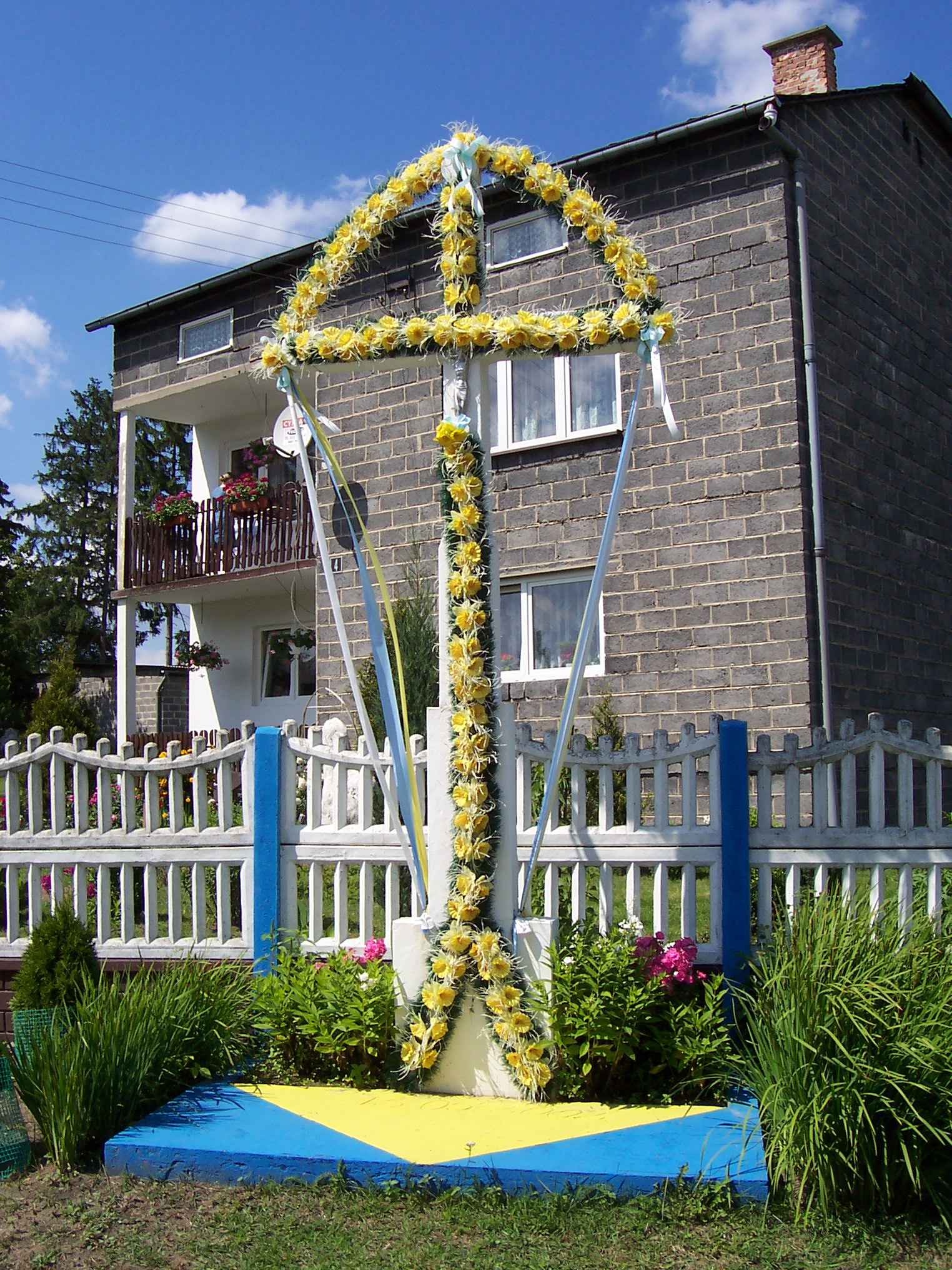
Krzyż przydrożny
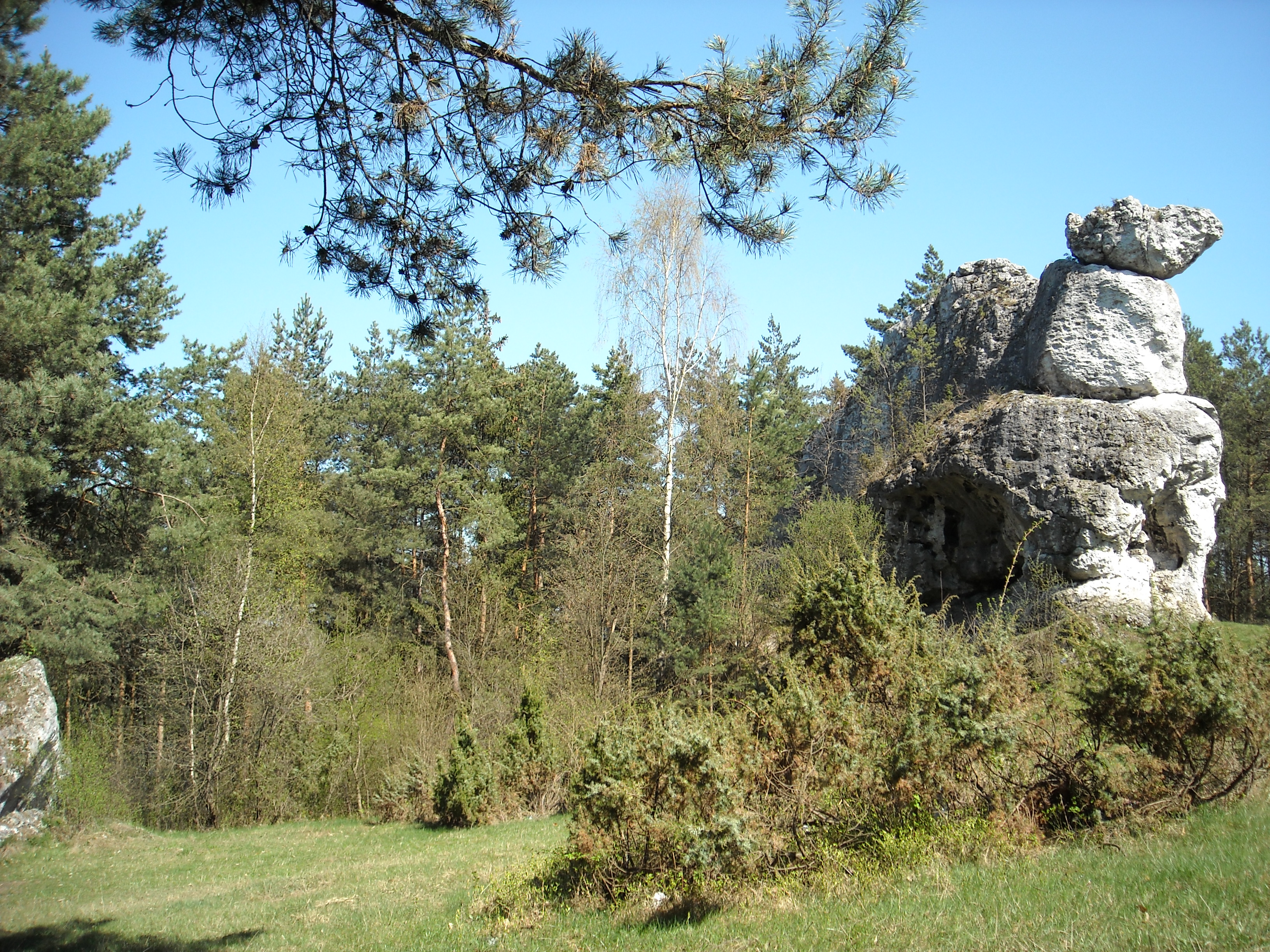
Skałka o nazwie Wielbłąd